# Могилівщина
Могилі́вщина —  село в Україні, у Пирятинській міській громаді Лубенського району Полтавської області. Населення становить 21 осіб. Колишній орган місцевого самоврядування — Олександрівська сільська рада.

## Географія
Село Могилівщина знаходиться за 2 км від села Рівне, за 2,5 км від міста Пирятин та села Олександрівка. Через село проходить автомобільна дорога М03.

## Історія
12 червня 2020 року, відповідно до розпорядження Кабінету Міністрів України № 721-р «Про визначення адміністративних центрів та затвердження територій територіальних громад Полтавської області», село увійшло до складу Пирятинської міської громади.
19 липня 2020 року, в результаті адміністративно - територіальної реформи та ліквідації Питятинського району, село увійшло до складу новоутвореного Лубенського району.

## Населення
Згідно з переписом УРСР 1989 року чисельність наявного населення села становила 37 осіб, з яких 13 чоловіків та 24 жінки.
За переписом населення України 2001 року в селі мешкало 20 осіб.

### Мова
Розподіл населення за рідною мовою за даними перепису 2001 року:
| Мова       | Відсоток |
| ---------- | -------- |
| українська | 95,24 %  |
| російська  | 4,76 %   |